# Ronald Rother

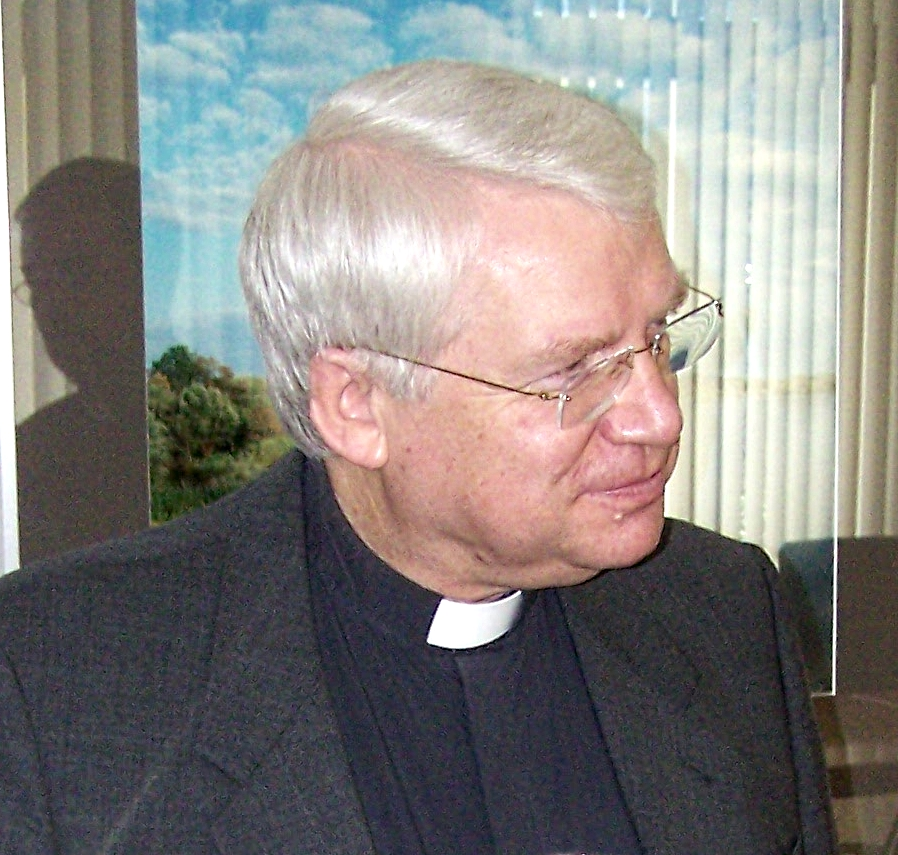
Ronald Rother (2007)

Ronald Rother (* 26. Dezember 1943 in Berlin; † 17. Dezember 2017) war ein römisch-katholischer Geistlicher, Generalvikar und Dompropst der St.-Hedwigs-Kathedrale zu Berlin.

## Leben
Der im brandenburgischen Bestensee aufgewachsene Rother floh 1952 mit der Familie nach West-Berlin. Dort besuchte er die Handelsschule und machte anschließend eine Ausbildung beim Berliner Finanzamt.
Ronald Rother holte nach drei Berufsjahren sein Abitur nach und trat in das Collegium Leoninum, das Erzbischöfliche Theologenkonvikt in Paderborn ein und studierte Philosophie und Katholische Theologie in Paderborn und Innsbruck. Am 18. Februar 1978 empfing Rother durch Alfred Kardinal Bengsch in Berlin die Priesterweihe für das Bistum Berlin. Er war zunächst Kaplan in St. Christophorus in Berlin-Neukölln und St. Ludwig in Berlin-Wilmersdorf.
Von 1984 bis 1987 war Rother Leiter des Bischöflichen Amtes für Jugendseelsorge und Präses des Diözesanverbandes des Bundes der Deutschen Katholischen Jugend. Weiterhin war er ab 1988 zunächst Administrator der Kuratie Mariä Himmelfahrt in Berlin-Kladow; als diese 1989 zur Pfarrei erhoben wurde, war er dort ab 1990 Pfarrer. 1995 ging er als Pfarrer in die Gemeinde Heilig Kreuz in Frankfurt (Oder). Im Jahre 1999 erfolgte seine Ernennung zum Dekan des Dekanats Fürstenwalde/Spree. Von 1995 bis 2004 war er neben diesen Aufgaben Gefängnisseelsorger der Justizvollzugsanstalt Frankfurt (Oder).
Am 15. Juli 2004 berief ihn Georg Kardinal Sterzinsky zum Generalvikar für das Erzbistum Berlin als Nachfolger von Peter Wehr. Im Oktober 2005 ernannte er ihn zum residierenden Domkapitular. Besonderes Verdienst erwarb sich Rother bei der finanziellen Sanierung des Erzbistums, das unter seiner Leitung erhebliche Defizite abbauen konnte. Er leitete das Erzbischöfliche Ordinariat zunächst auch noch unter Erzbischof Rainer Maria Woelki, der am Tage seines Amtsantrittes, dem 27. August 2011, seine Ernennung zum Generalvikar bestätigte.
Im Januar 2012 bestimmte Erzbischof Woelki als neuen Generalvikar den bisherigen Offizial Tobias Przytarski, und Ronald Rother wurde am 1. März 2012 als Nachfolger von Prälat Stefan Dybowski Dompropst an der Sankt-Hedwigs-Kathedrale.
Als Dompropst war Rother für die von Erzbischof Woelki initiierten Planungen zur Umgestaltung beziehungsweise Sanierung der St.-Hedwigs-Kathedrale verantwortlich. Zum 29. Juni 2016 wurde Rother als Dompropst emeritiert und ging in den Ruhestand.